# Kogarasu-maru

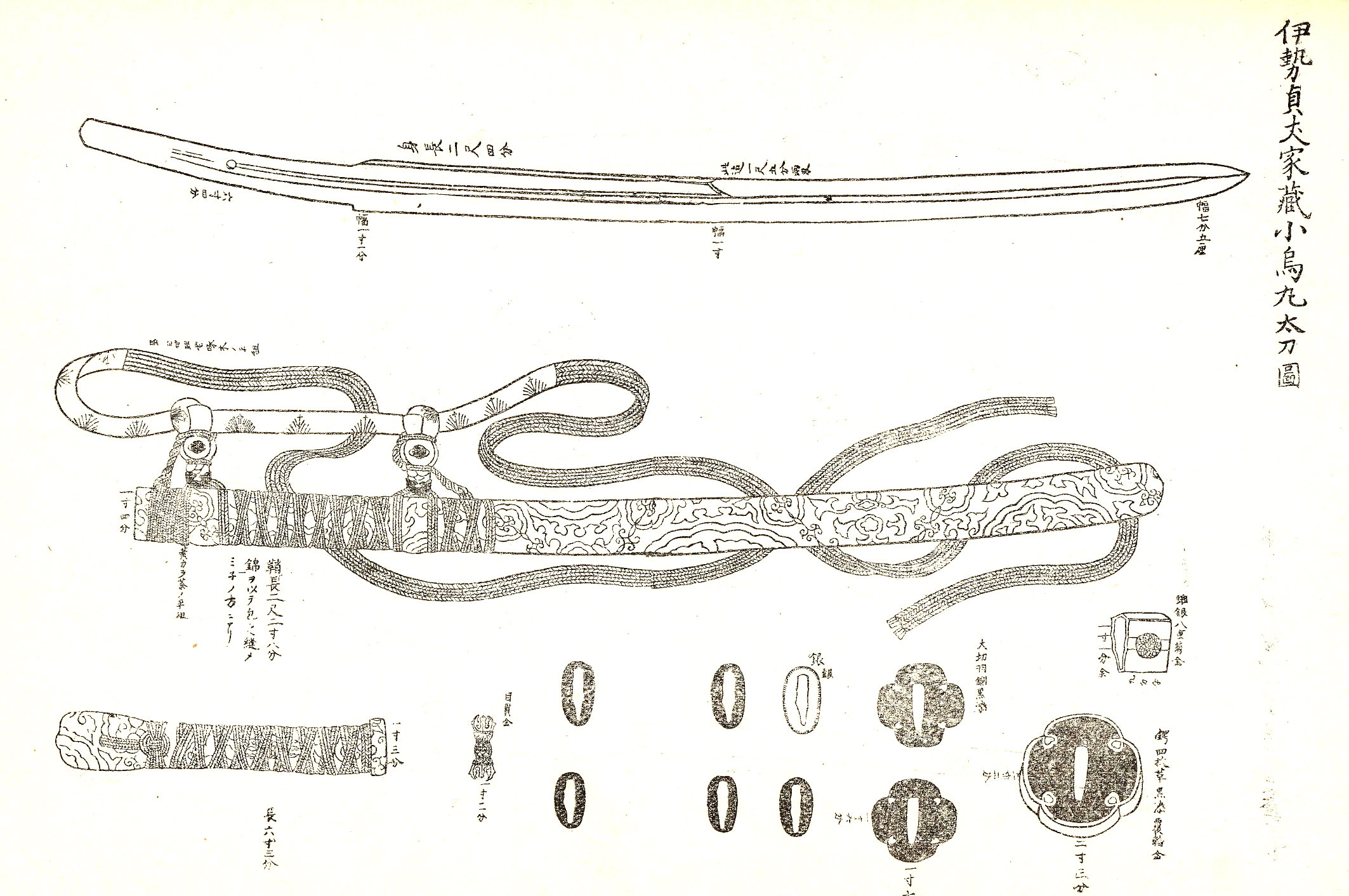
Le kogarasu-maru et le koshirae.

Le kogarasu-maru (小烏丸, lit. « épée du petit corbeau ») est une épée japonaise (tachi) qui fait partie de la collection de l'empereur du Japon.

## Histoire
Selon la légende, le kogarasu-maru a été fabriqué par le légendaire forgeron Amakuni au début du VIIIe siècle. Cependant, il est plus probable que la lame ait été forgée par un forgeron de la province de Yamato à la fin du VIIIe ou au début du IXe siècle.
Selon les conjectures, la lame est une lame de naginata ou de yari raccourcie qui a été retravaillée en forme de tachi. Cette hypothèse se fonde sur la forme inhabituelle du kogarasu-maru, qui est plus typique des armes de poing que des épées. Quoi qu'il en soit, rien ne prouve que la lame ait été effectivement raccourcie. Tout porte donc à croire que la lame a été délibérément forgée en forme de kissaki-moroha-zukuri, ce qui explique pourquoi le terme kogarasu-zukuri est couramment utilisé pour cette forme de lame. Le kogarasu-maru serait alors une transition entre le tsurugi à double tranchant et les tachi et katana japonais traditionnels à simple tranchant. Ceci est également confirmé par deux autres découvertes de lames de ce type ainsi que par pas moins de 54 tachi datant de la même période et présentant des caractéristiques similaires.